# Баку-Пасажирський
Баку́-Пасажи́рський (стара назва Баку-I) — головна пасажирська залізнична станція в Баку.

## Історія
Станція побудована у 1880 році  з будівництвом Баку-Сабунчи-Сураханінської залізниці, і призначалася для обслуговування пасажирських перевезень. Перша будівля Тифліського вокзалу було збудовано до моменту відкриття Баку-Тифліської залізниці, друга будівля вокзалу — Сабунчинський — до будівництва Баку-Сабунчи-Сураханінської електрифікованої залізниці.
Станція Баку-Пасажирський до 1977 року мала у своєму розпорядженні два вокзальні комплекси, Тифліський вокзал, побудований у 1883 році при будівництві залізниці Баку — Тифліс, для обслуговування поїздів далекого прямування, і Сабунчинський вокзал, побудований у 1880 році, але перебудований у 1926 році і призначений для обслуговування приміських електропоїздів, Баку-Сабунчинської електрифікованої залізниці. У 1976 році, у зв'язку з реконструкцією станції Баку-Пасажирський, будівля Сабунчинського вокзалу, припинила свою діяльність з обслуговування приміських перевезень, замість нього було побудовано нове сучасне приміщення Бакинського вокзалу.
Тифліський вокзал остаточно був спроектований 1882 року за проектом архітектора Х. К. Васильєва, але у початковій стадії проект у мавританському стилі був виконаний професором Бруні, і художником Дріттенпрейсом та іншими, була плодом колективної праці архітекторів і художників, і введений в експлуатацію у 1883 році. Будівля вокзалу була запроектована у двох рівнях: двоповерхова з боку міста і одноповерхова — з перону. На першому поверсі навколо вестибюля згруповані каси, багажне відділення, службові приміщення, на другому — пошта, телеграф, зали очікування тощо. Стіни, багато насичені орнаментом, що нагадує східний килим, завершувалися карнизом, який переходив на відносно стриманий вирішений плафон.

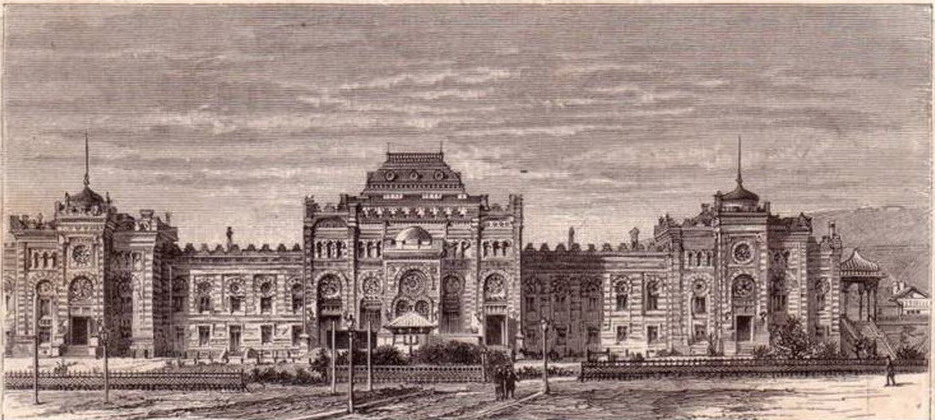
Вокзал у ХІХ столітті
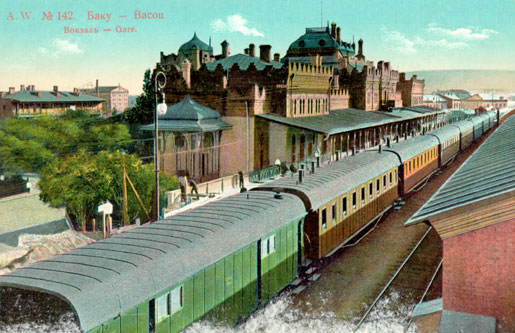
Потяг на станції Баку
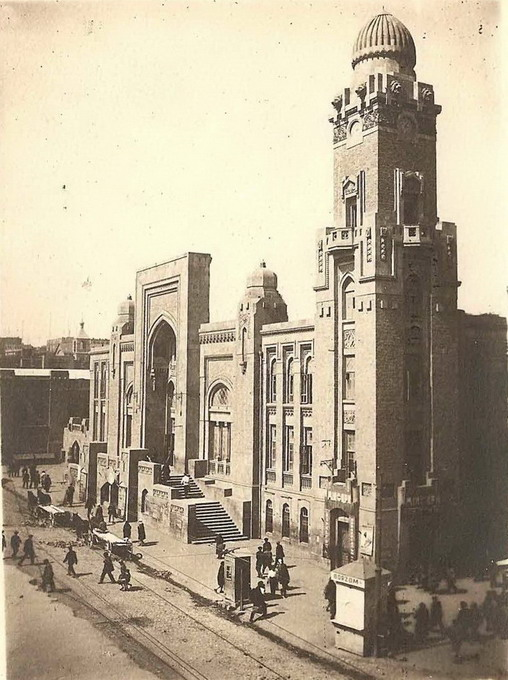
Сабунчинський вокзал, 1930
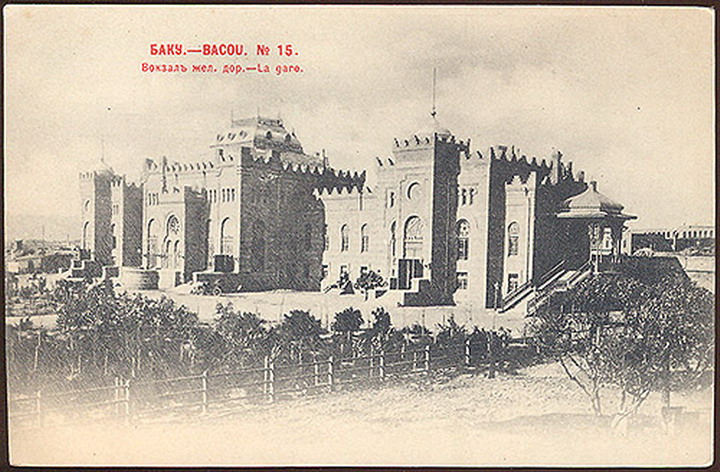
Вокзал на листівці російської імперії

У 1926 році для обслуговування пасажирів електрифікованої Баку-Сабунчинської залізниці, проведена повна реконструкція будівлі Сабунчинського вокзалу, який обслуговує приміські перевезення на Апшеронському приміському вузлі. Архітектура нової будівлі виконана у східному стилі.
У 1977 році станція Баку-Пасажирський отримала нову будівлю вокзалу, яка тісно примикає до старого Тифліського вокзалу. Будинки Тифліського і Сабунчинського вокзалів є пам'ятками архітектури.

## Інфраструктура
Інфраструктура вокзалу досить багата, тут з комфортом можна провести час в очікуванні свого рейсу. 

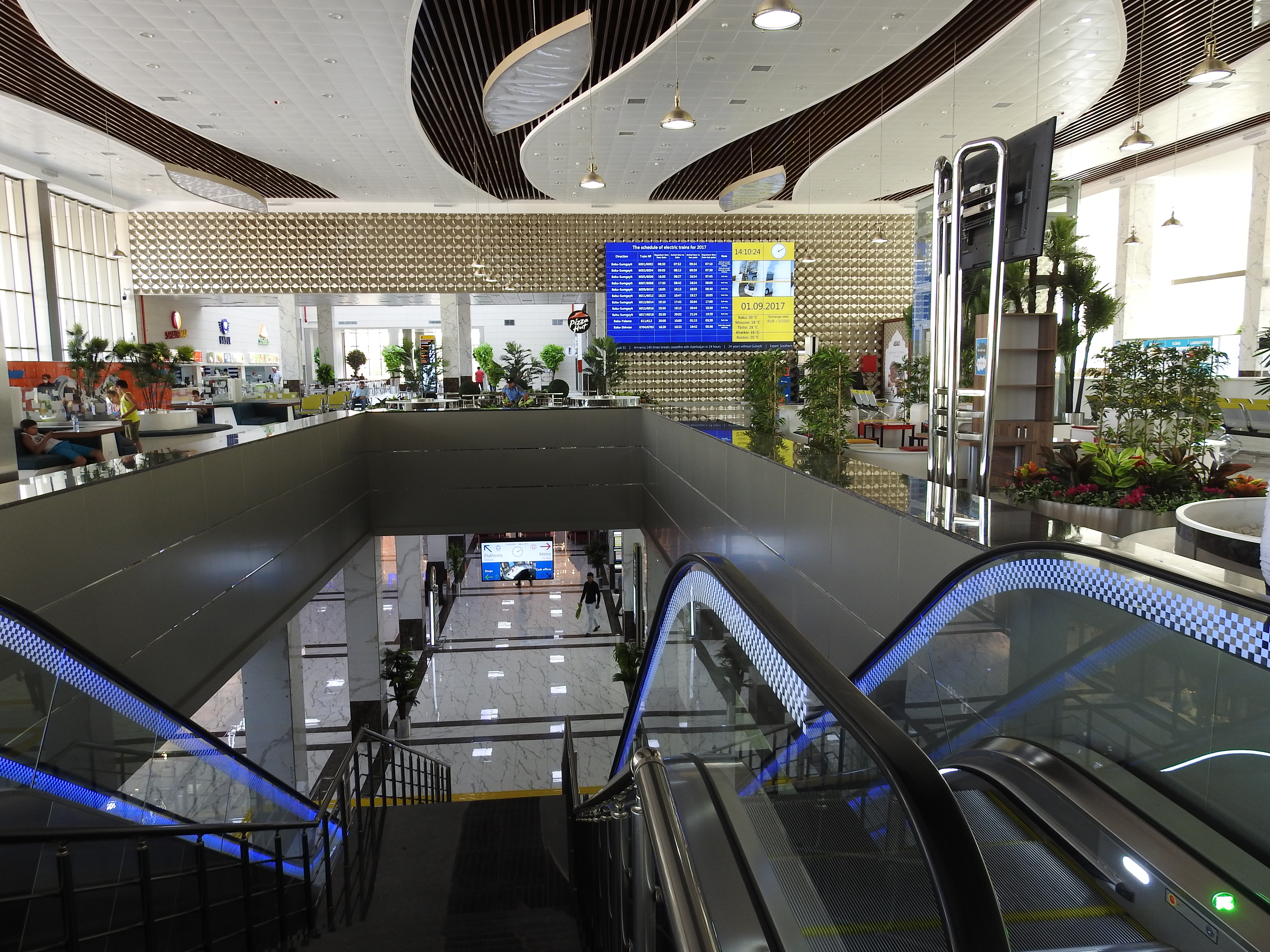
Інтер'єр вокзалу

У будівлі вокзалу розташовані: зали очікування, кімнати відпочинку, безкоштовний Wi-Fi, безліч різних кафе і крамниць, платіжні термінали, дитячий куточок, медпункт тощо.
Каси обладнані POS-терміналами, тобто пасажири можуть розплачуватися банківськими картками різних платіжних систем, що робить купівлю проїзних документів більш доступною та зручною.
На даний момент залізнична станція здійснює обслуговування виключно поїздів далекого сполучення. На приміські поїзди можна сісти на станції Беюк-Шор, що знаходиться в межах Баку.
Бакинський вокзал знаходиться в центрі міста, неподалік від станції метро  1  «28 Травня» Дістатися до вокзалу можна на громадському транспорті: найбільш зручним варіантом є метро (станція «28 травня»), можна доїхати і на автобусах № 1, 4, 5, 8, 14, 46, 88, 125

## Пасажирське сполучення
Маршрут поїзда № 370/369 Баку — Харків подовжено до Києва. У перший рейс за новим маршрутом поїзд формуванням Азербайджанської залізниці вирушив з Баку 21 квітня 2018 року, а з Києва — 23 квітня 2018 року.

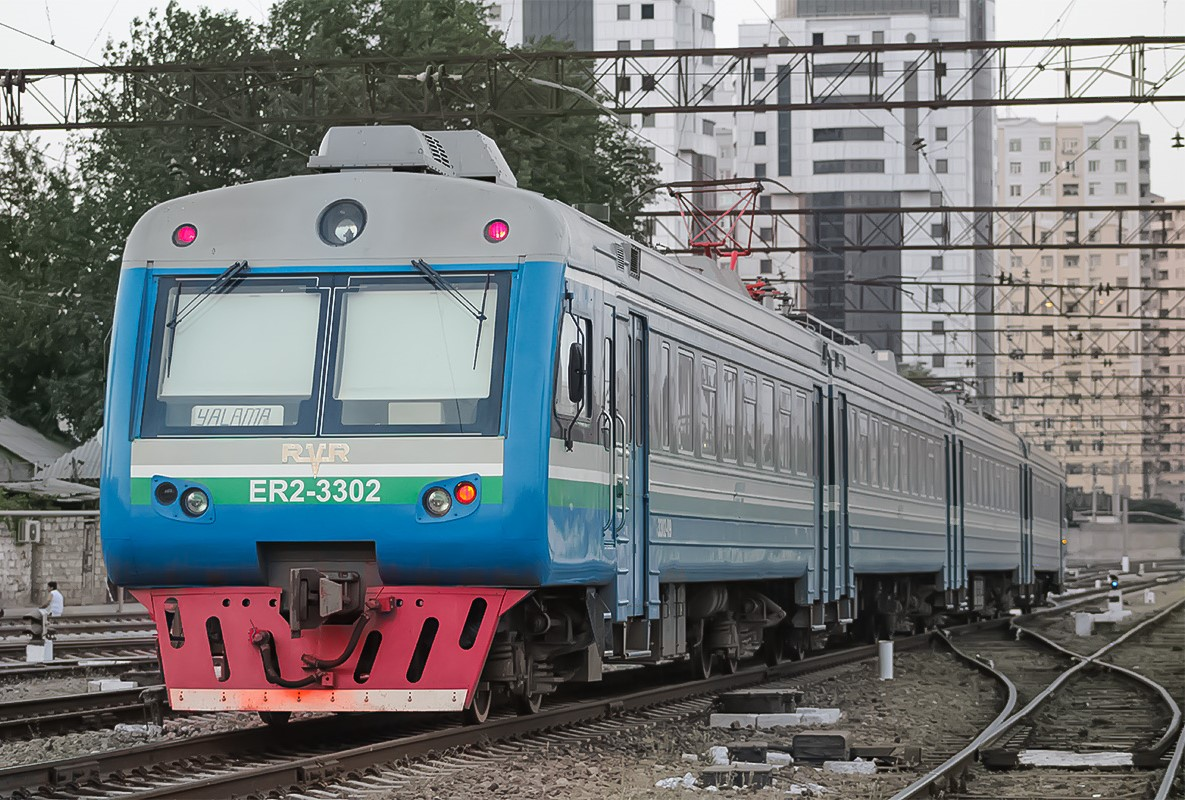
Модернізований ЕР2-3302
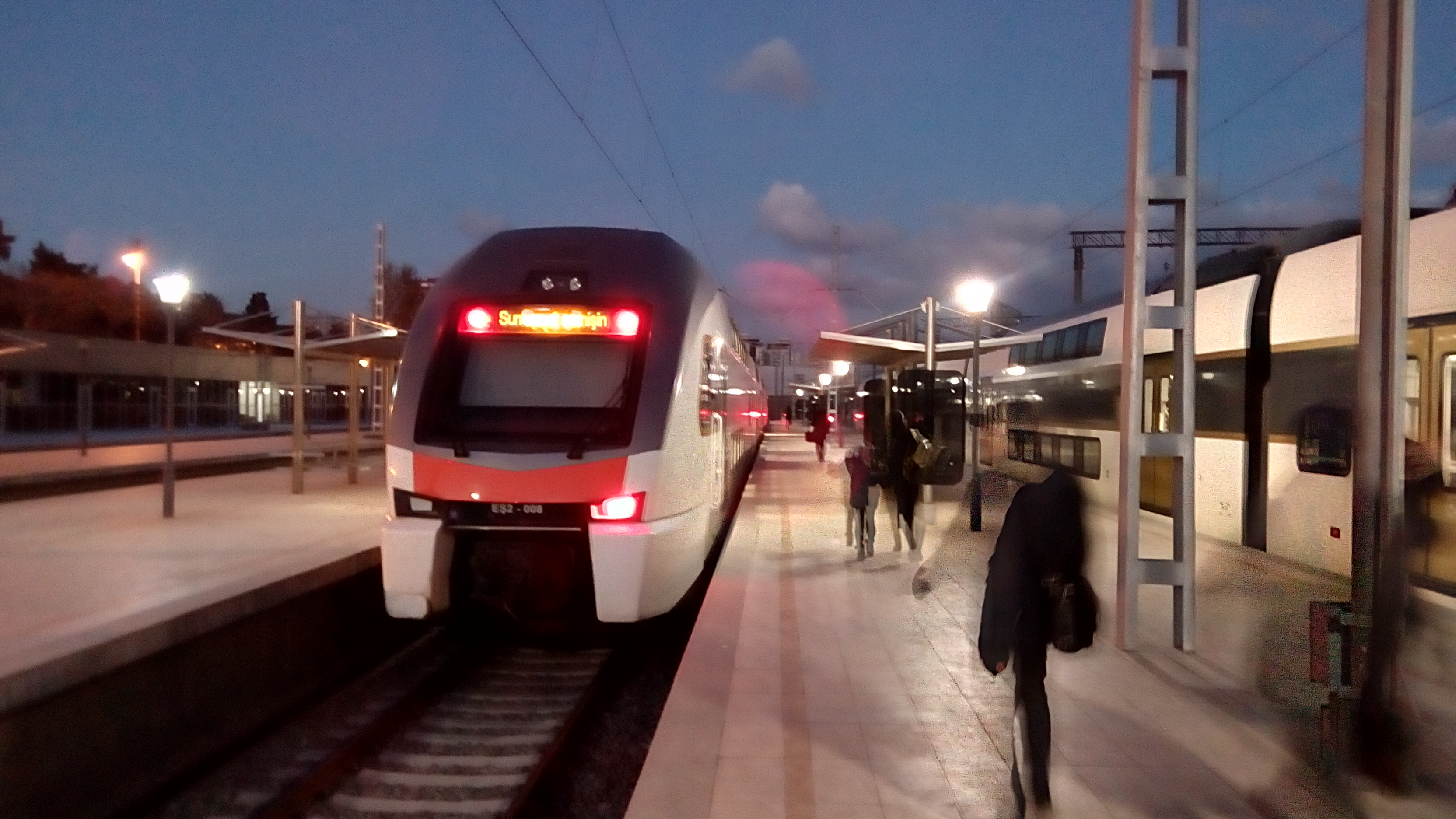
Електропоїзд Stadler KISS
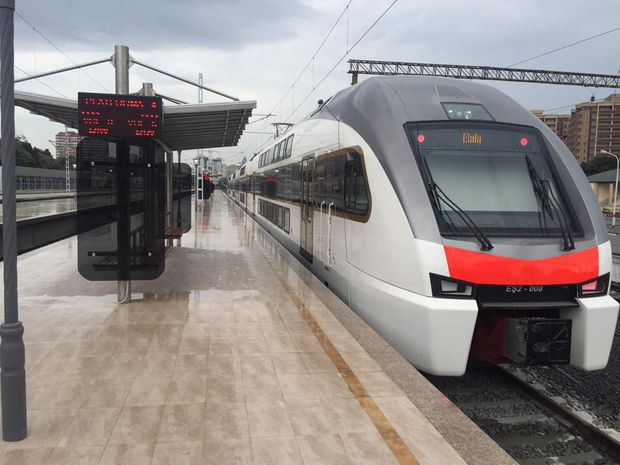
Електропоїзд Stadler KISS ES2-008 Баку — Сумгаїт
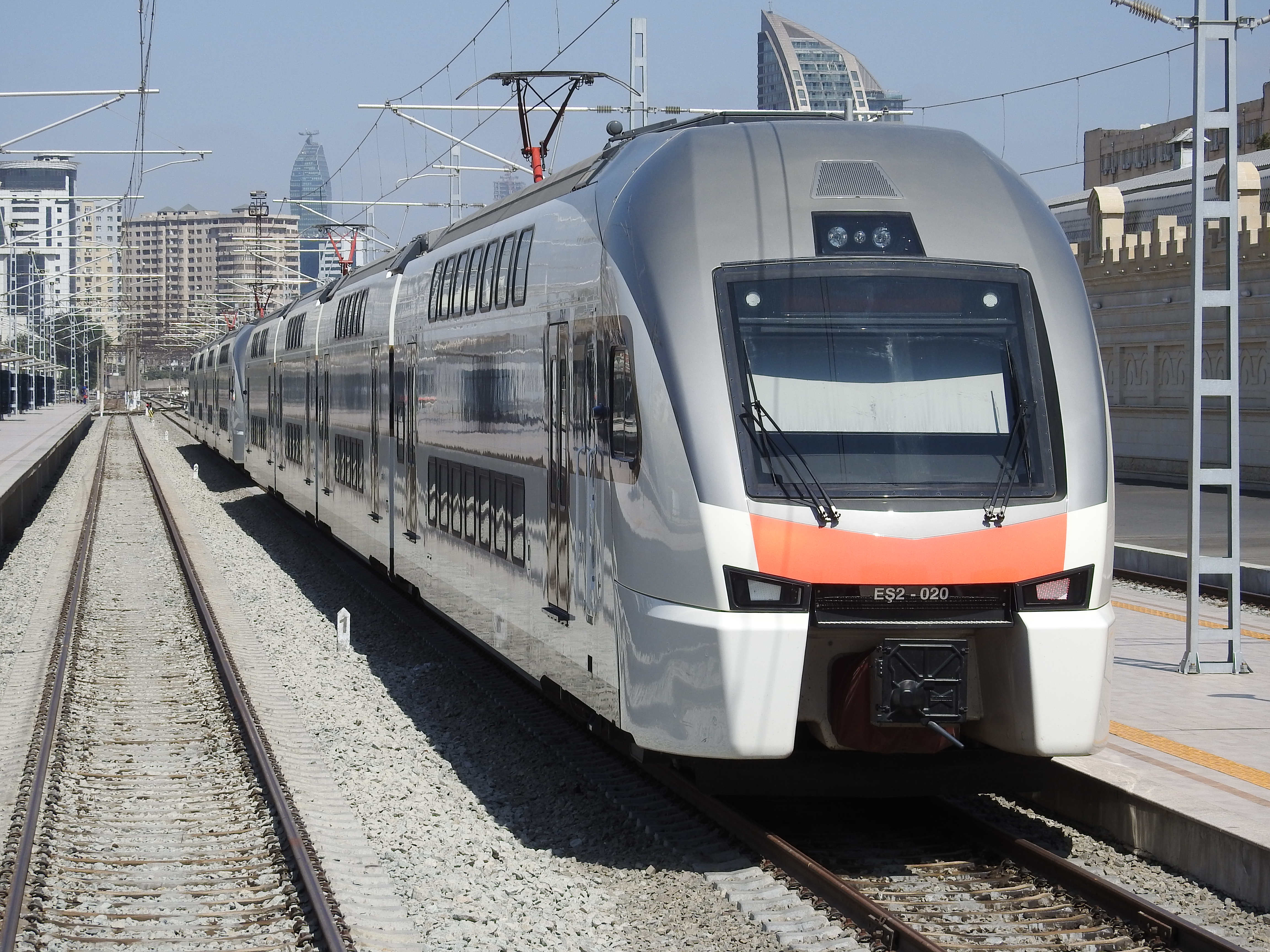
Електропоїзд Stadler KISS ES2-020

За результатами розгляду надійшли пропозиції ВАТ «ФПК» і залізничними адміністраціями країн СНД і Балтії відбудувалися такі зміни графіка руху пасажирських поїздів:
| Діючі пасажирські потяги         | Діючі пасажирські потяги | Діючі пасажирські потяги                                                        |
| №                                | Маршрут руху             | Примітки                                                                        |
| -------------------------------- | ------------------------ | ------------------------------------------------------------------------------- |
| 56/55                            | Баку — Москва            | Цілий рік 1 раз на тиждень                                                      |
| 98/97                            | Баку — Агстафа — Ґазах   | Цілий рік, щоденно                                                              |
| 370/369                          | Баку — Харків — Київ     | Цілий рік 1 раз на тиждень, з 21 квітня 2018 — подовжений до Києва              |
| 392/391                          | Баку — Ростов-на-Дону    | Цілий рік через день в літній період, з вересня по травень 1 раз на 4 дні       |
| 656/664, 655/663                 | Баку — Кочарлі — Балакан | Цілий рік, щоденно                                                              |
| 660/672, 659/671                 | Баку — Агстафа —Горадіз  | Цілий рік, щоденно                                                              |
| 666/665                          | Баку — Беюк-Кесик        | Цілий рік, щоденно                                                              |
| 611/612                          | Баку — Ялама             | Цілий рік, щоденно                                                              |
| Скасовані потяги                 |                          |                                                                                 |
| 38/37                            | Баку — Тбілісі           | Курсував цілий рік через день                                                   |
| 95/96                            | Москва — Баку            | Курсував цілий рік 2 рази на тиждень                                            |
| 373/374                          | Тюмень — Баку            | Курсував цілий рік через день                                                   |
| Маршрути безпересадкових вагонів |                          |                                                                                 |
|                                  | Астрахань — Баку         | Двічі на тиждень до поїзда № 392/391                                            |
|                                  | Новосибірськ —Баку       | Через день до поїзда № 392/391 в літній період                                  |
|                                  | Оренбург — Баку          | Через день до поїзда № 392/391 в літній період                                  |
|                                  | Самара — Баку            | Через день до поїзда № 392/391 в літній період                                  |
|                                  | Саратов — Баку           | Через день до поїзда № 392/391 в літній період, планувався як повноцінний поїзд |
|                                  | Уфа — Баку               | Через день до поїзда № 392/391 в літній період                                  |
|                                  | Челябінськ — Баку        | Через день до поїзда № 392/391 в літній період                                  |

## Галерея

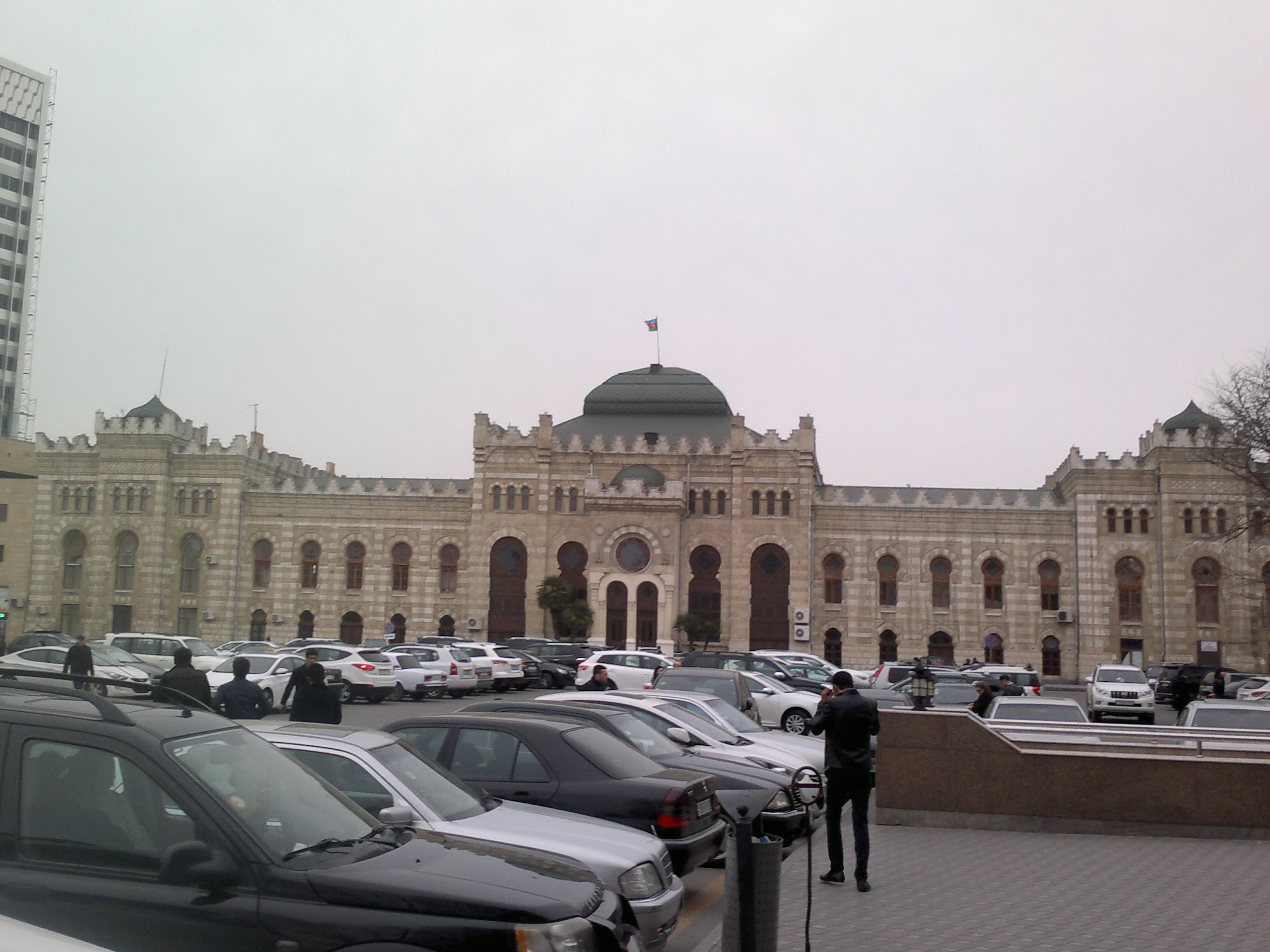
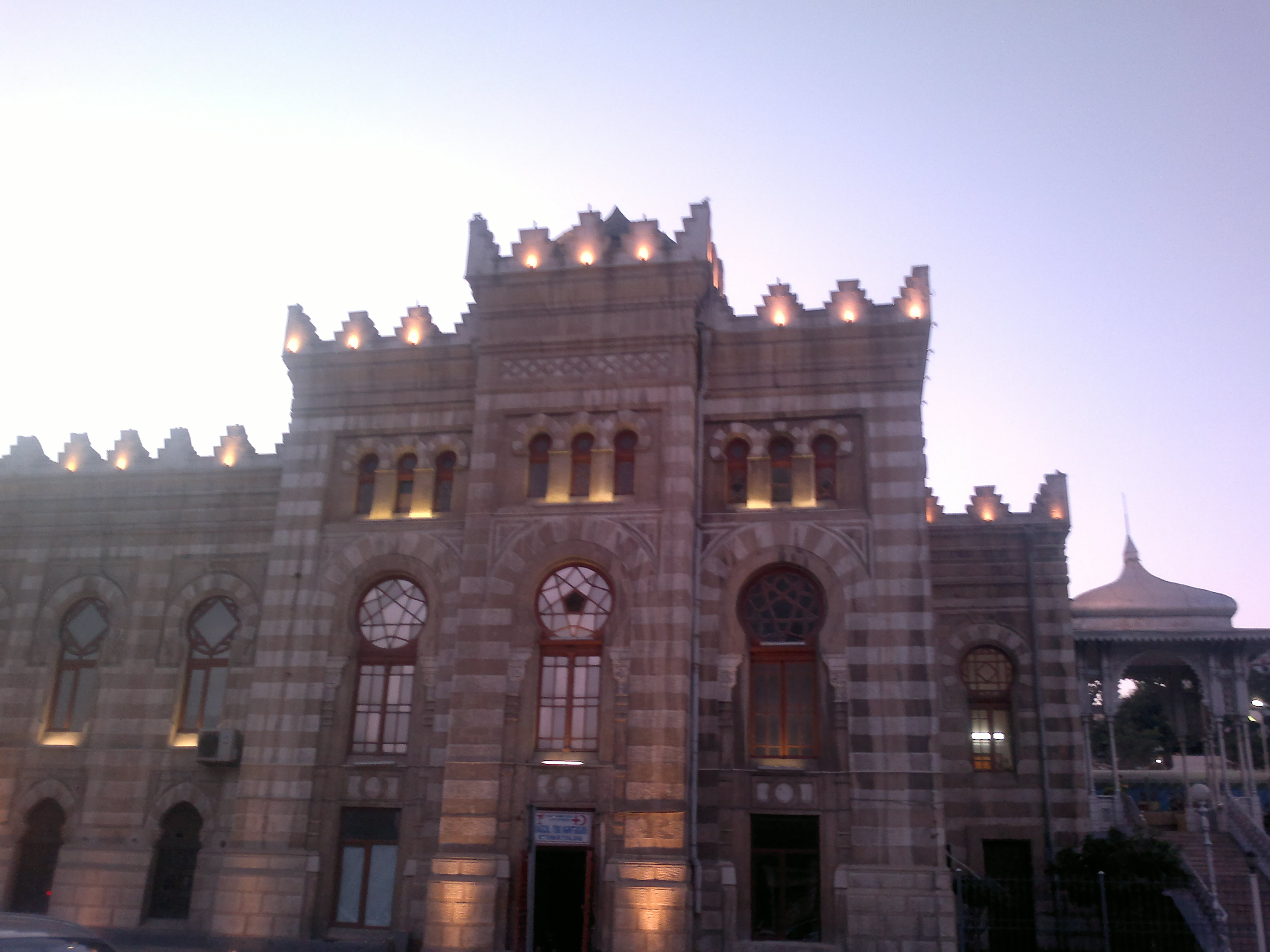
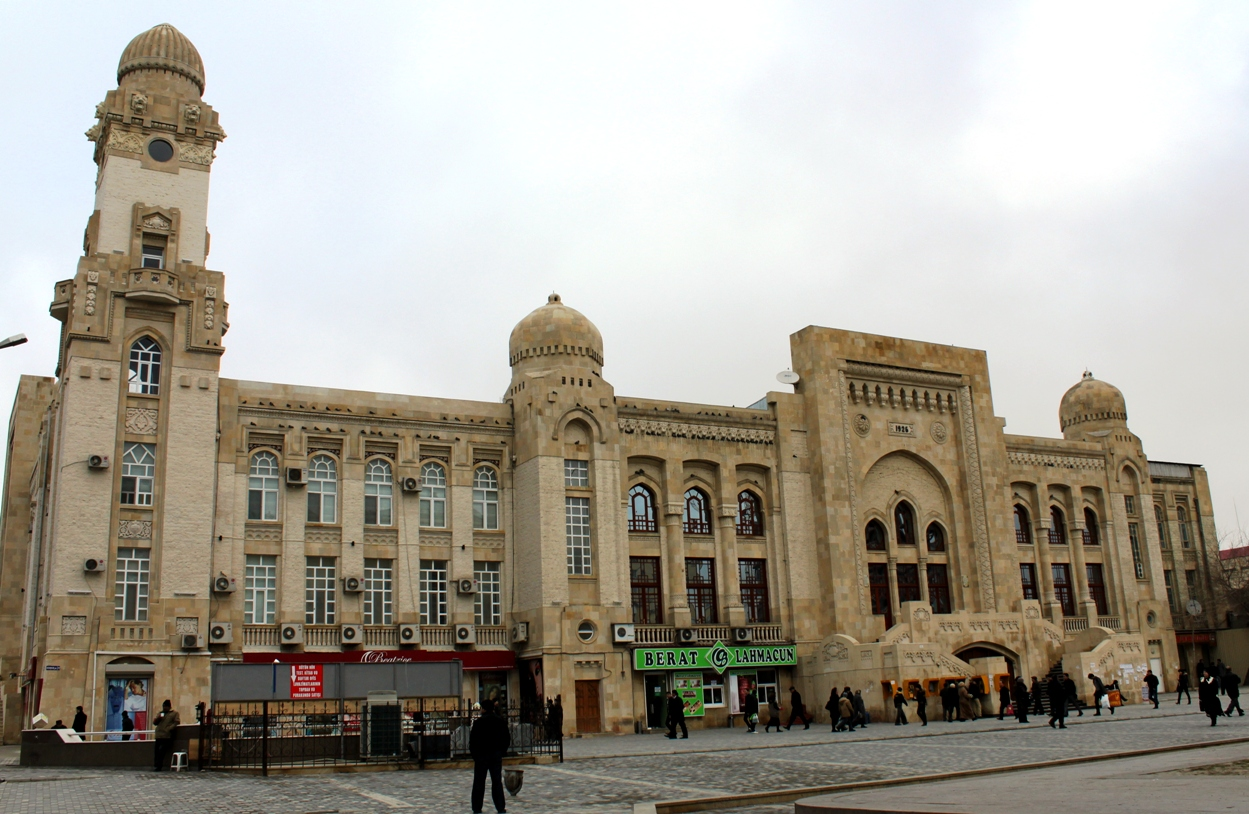
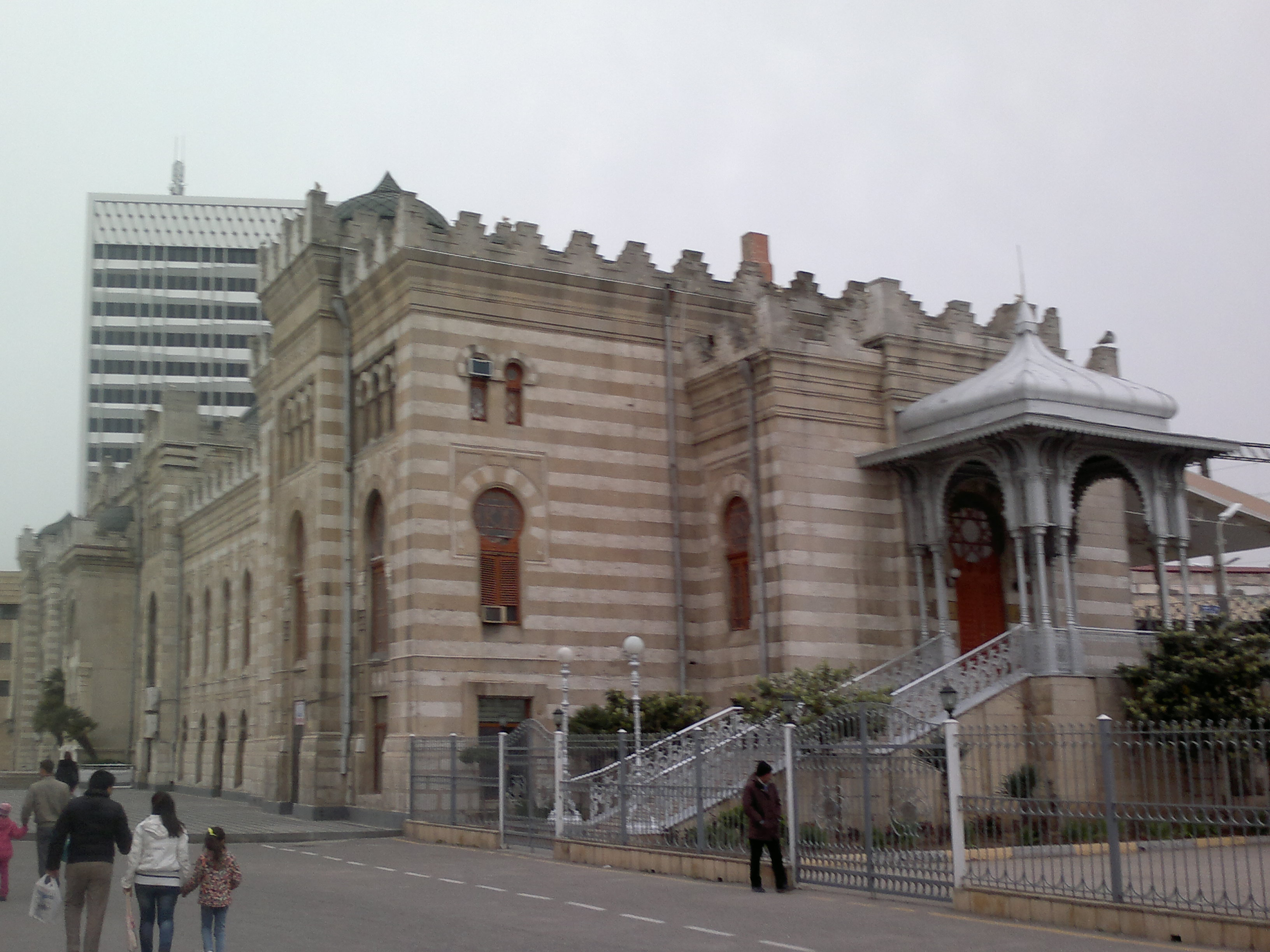
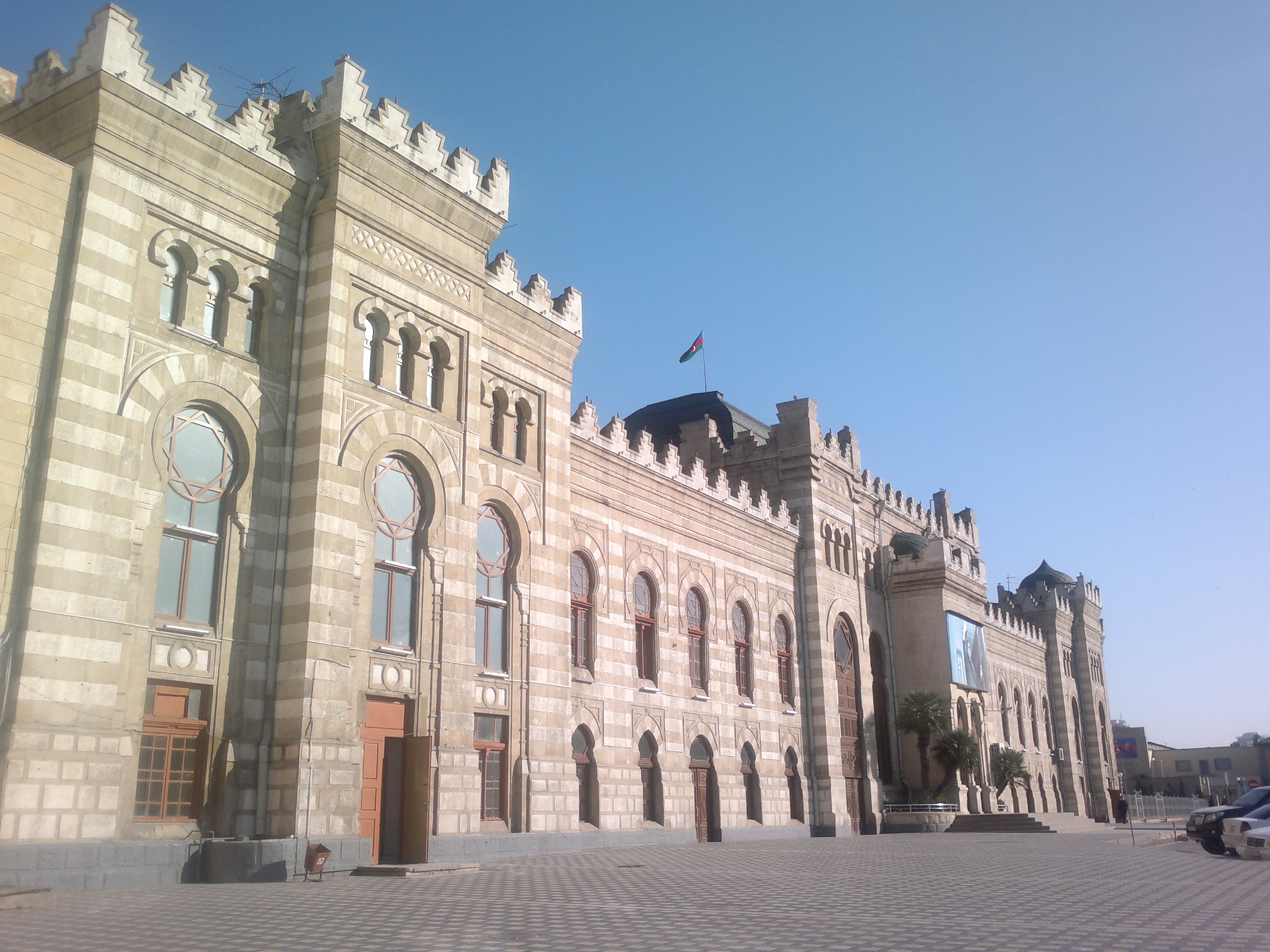
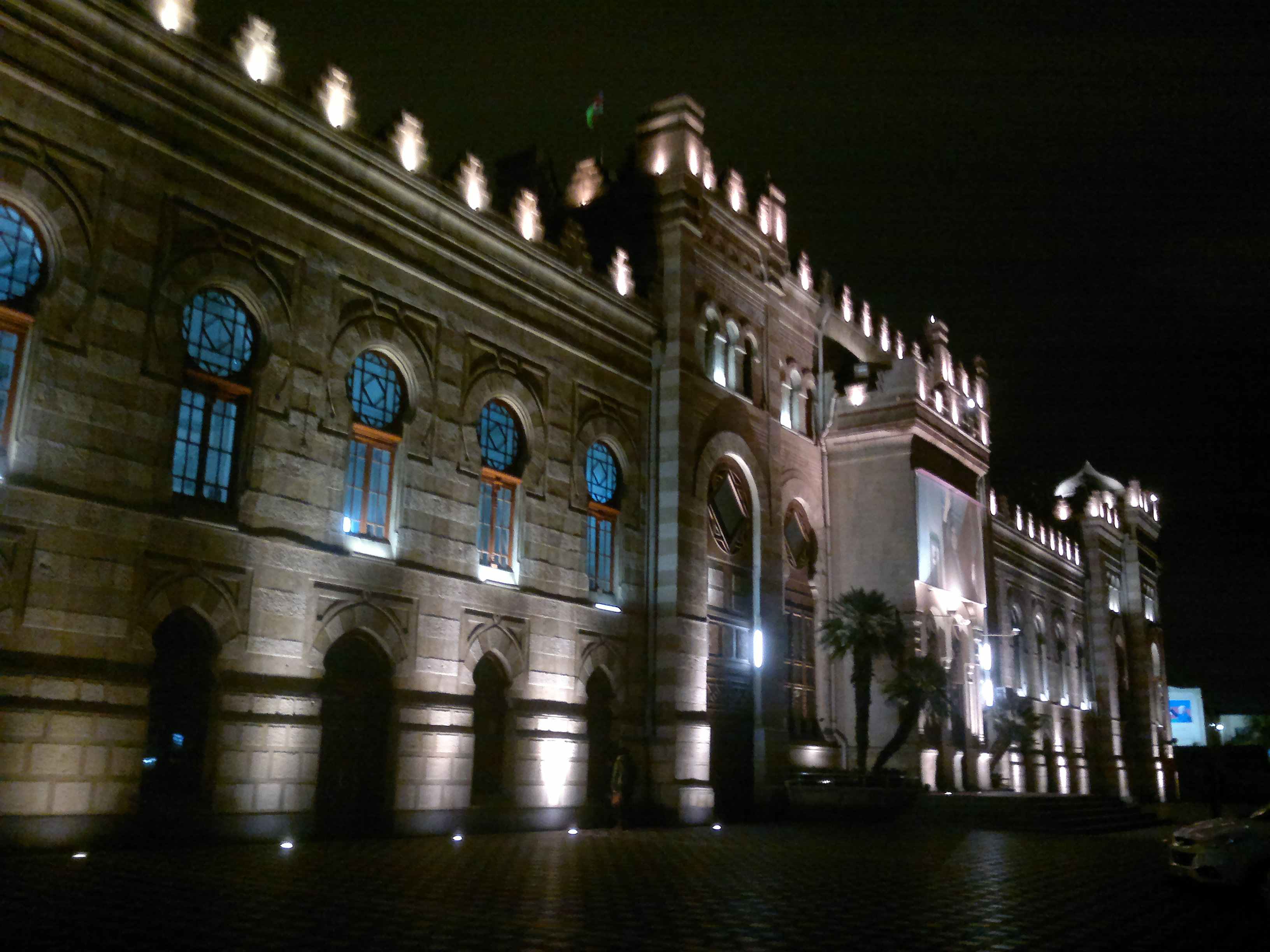

## В літературі
Жуль Верн устами Клодіуса Бомбарнака, героя однойменної повісті, так описав бакинський вокзал:
|  | «І значний залізничний вокзал, гідний будь-якого великого міста Європи чи Америки». |